# Kalendarium Starej Słupi
Kalendarium Starej Słupi wsi kluczowej w dobrach klasztoru świętokrzyskiego od roku 1326 do czasu kasaty klasztoru w roku 1819.
Stara Słupia – wieś położona 2 km na NE od Nowej Słupi na prawym brzegu rzeki Słupinki; 4,5 km na NE od klasztoru
Nazwy lokalne miejscowości w dokumentach źródłowych: 1326-8 „Slupp”, 1336–58 „Slup”, 1351 „Nowa S”., 1373-4 „Slup”, 1437, 1442, 1452 „in Antiqua Slup”, 1464 „Stara Slup”, 1465, 1466 „antiqua Slupp”, 1470–80 „Slup Antiqua, Antiqua Slup, Slup utraque Nova et Vetus”, 1491 „utraque Slup”, „villa antiqua Slup”, „Sthara Slup”, 1504 Sthara Slupp, 1506 Slupij antiqua, 1510 slup antiqua, 1512 Stara Slup, 1519 antiqua Słup, 1529 Antiqua Slupya, „Slup Antiqua, utraque Slup, Stara Slup”, 1530 „Antiqua Slup”, „Stara Slup”, 1553 [1592, 1649] „vilula qua Slup” (1633, 1669n. Słup, 1699n. „Słup antiqua appelatur”), 1564-5 „Slup Stara”, 1578 „Stara Slup”, „Slup antiqua”, 1610 „antiqua Slupia”, 1780 w „Starey Słupi” 1787 „Słupi Stara”, 1827 „Słupi stara” dodatkowo – publikacja Kwartalnika Historii Kultury Materialnej.

## Podległość administracyjna świecka i kościelna
- 1351 – ziemia sandomierska[4] 1442 powiat sandomierski[5] 1827 powiat opatowski[6]

1325–74, 1510, 1517, 1529, 1530-8, 1569, 1577-8 parafia własna.
1439 – Nowa Słupia, 1564-5, 1629 parafia Nowa Słupia.

## Opis granic
- 1351 – graniczy z Nową Słupi 1452 graniczy z Nową Słupią, wspomniany jest most w Starej Słupi[12].
- 1464 – opat i konwent świętokrzyski oraz dziedzice Grzegorzewic zawierają układ w sprawie granic między wsią klasztorną Stara Słupi i Grzegorzewicami, zgadzają się na wspólne pastwisko, nie egzekwować leśnego czyli obornego, a gdy któraś ze stron naruszy ustalenia i zagarnie bydło lub trzodę chlewną wchodzące w szkodę, wówczas 2 poddanych z każdej strony rozsądzi spór z mocą obowiązującą pod karą 3 grzywny.

Zgodzono się na wspólne użytkowanie łączki Smug, to znaczy prawa wypasu i przeganiania przez nią trzody chlewnej i bydła do wodopoju (Teki Naruszewicza XIX 225).
- 1465 – Piotr Dunin z Prawkowic podkomorzy sandomierski rozgranicza Starą Słupię należącą do klasztoru i Grzegorzewice, wieś Katarzyny, córki Zakliki, żony Mikołaja Chrząstkowskiego chorążego krakowskiego.

Granica biegnie od narożnicy między wsiami Włochy, Pokrzywianka, Grzegorzewice i Starej Słupi, ulokowanej pod gajem Swarowiec, wzdłuż tego gaju do drogi ze Starej Słupi do Skał, za nią zaroślami zwanymi „Crukawa” do drogi ze Starej Słupi do Grzegorzewic, nią do bagna zwane „lawkÿ” dzielącego obie wsie, znaki wiodą po jego obu stronach do narożnicy między Starej Słupi Grzegorzewicami i dziedzictwem „Welschnow” (obecnie Wałsnów).
- 1470–80 – graniczy z Nową Słupią, Grzegorzewicami, Wałsnowem, Jeleniowem, Cząstkowem i Pokrzywianką (Długosz L.B. III 230-1, 235);
- 1658, 1686 – rola folwarczna należąca do Starej Słupi w miejscu zwanym „Swarowiec” na granicy Starej Słupi Pokrzywianki, od lasu czyli granic Grzegorzewic w stronę lasu Chełm aż do starej drogi między opustoszałymi zaroślami[14].
- 1780 – graniczy od E z Grzegorzewicami, Wałsnowem i Jeleniowem, od S z wsią i miastem Nowa Słupia, od W z miastem Nowa Słupia, od N z Cząstkowem, Serwisem i Pokrzywianką.

W okolicy dużo lasu, zdatnego głównie na opał, na budynki bierze się głównie drewno jodłowe, sośniny mało i tylko drobna, na Chełmie las modrzewiowy (Inwentaryzacja klucza starosłupskiego 9-11).

## Kalendarium – własność, powinności i obciążenia ekonomiczne
Własność klasztoru świętokrzyskiego.

### Wiek XIV i XV
- 1351 – Kazimierz Wielki przenosi na prawo średzkie imiennie wyliczone posiadłości klasztoru świętokrzyskiego, w tym miasto Słup Nowa Słupia z przyległą doń wioseczką Słup (Stara Słupia)[15].
- 1437 – ponieważ opat świętokrzyski poparł Stefana wójta Nowej i Starej Słupi przeciw roszczeniom szlachetnego Jana Murcza z Wieloborowic, który pozwał go o prawo bliższości po swojej śp. ciotce Elżbiecie, sąd ziemi sandomierskiej nakłada na Jana wieczyste milczenie w sprawie spornego wójtostwa[16].
- 1452 – Mikołaj Grin, Marcin Papyesz, Mikołaj Trsczenski, Mikołaj Karoni rajcy, Bogusz podwójci oraz 7 ławników: Stanisław Rychlica, Stanisław Białek, Mikołaj Krawiec alias Ambrosz, Maciej Lanczyczka, Mikołaj Brzeczka, Stanisław alias Stanik i Stefan zwany Zdun (Szdan) oświadczają, że przed ich sądem gajonym w Nowej Słupi Stanisław alias Stanikowicz, kmieć ze Starej Słupi zrezygnował na rzecz swego brata Jana z dziedzictwa matczynego w Starej Słupi położonego nad rzeką, idąc przez most w Starej Słupi, między dziedzictwami Jakuba Wchul i Janika, o które Jan pleban Obu Słupi pozwał niegdyś Katarzynę, wdowę po Staniku, a sąd w obecności Macieja opata świętokrzyskiego odrzucił jego roszczenia[12]
- 1466 – Maciej Papyesz podwójci z radnymi Bogusławem Mikołajem Rudzkim, Stanisławem Stano, Wojciechem Kowalem oraz ławnikami: Wawrzyńcem Wrzoskiem, Stanisławem Gałką, Janem Piskorzem, Janem Janowskim, Mikołajem Czarnym, Szymonem Krawcem i Grzegorzem Ciemnym poświadczają, że Jan Krawiec sprzedał za 4 grzywny Janowi Światowiczowi ze Starej Słupi swój dom położony między domami Mikołaja Borowego i Piotra Szewca[17]  – w roku 1467 ul. Opatowska[18].
- 1470–80 – należy do klasztoru świętokrzyskiego. Długosz pisze o dużym folwarku klasztornym na 16,5 łanach kmiecych, 6 zagrodników z rolą, 2 karczmy klasztorne z rolą, 3 młyny, staw rybny. Kmiecie płacą po 1 wiardunku czynszu i 4 gr poradlnego, dają po 30 jaj, 2 koguty, pracują po 1 dniu w tygodniu własnym wozem lub pługiem, odrabiają obie powaby, wysiewając własną 1 miarę żyta i 2 miary owsa. Karczmy płacą odpowiednio 1 kopę oraz 1 wiardunku czynszu. Młyn, który ma 1 łana roli, płaci 2 kopy gr czynszu, drugi, przy stawie, 4 grzywny, a trzeci, również przy stawie, płaci 2 grzywny czynszu i trze tarcicę, wszystkie trzy oddają opactwu zysk ze słodu (Długosz L.B. III 231; II 489-90);

### Wiek XVI
- 1504, 1506, 1510 – pobór z 9 łanów, od 2 zagrodników i z ⅛ karczmy dorocznej[19].
- 1510 – pobór z młynów: Starosłupskiego o 2 kołach, Średniego o 3 kołach, Wielkiego o 2 kołach i stępach, dworskiego o 2 kołach walnych, z młyna Sosnowskiego o 2 kołach[20]
- 1529 – klasztor daje pobór z 14 łanów, 2 karczem i młyna dziedzicznego o 2 kołach (Rejestr Poborowy);
- 1529 – należy do stołu opata, płaci 8 grzywien 8 groszy czynszu[21].
- 1530-1 – pobór z 6,5 łana, młyna dziedzicznego „Kiernoszek” o 1 kole, młyna wietrznego (wiatrak) dorocznego o 2 kołach, dzierżawionego przez Lipa, i 2 karczem[22].
- 1532 – pobór z 6,5 łana, 2 karczem i młyna dorocznego[23]
- 1532 – pobór z młyna dziedzicznego „Kiernoszek” o 2 kołach i młyna dorocznego wietrznego o 2 kołach[24].
- 1538 – pobór z 6,5 łana, od 4 komorników, z 3 młynów i 2 karczem[25].
- 1538 – klasztor świętokrzyski uzyskuje 2 grzywny od młyna zwanego „Kiernoszek” lub „Wielki” pod Starą Słupią[26].
- 1553 – jak Nowa Słupia.
- 1564-5 – należy do klasztoru[10].
- 1569, 1571 – opat świętokrzyski daje pobór z 9 łanów, od 1 zagrodnik z rolą, 1 komornik i z młyna dziedzicznego o 2 kołach[27].
- 1577 – klasztor świętokrzyski daje pobór od 24 kmieci na 9 łanach, 1 zagrodnik z ogrodem, 2 komorników, z 1 karczmy i 2 młynów dziedzicznych o 2 kołach[28].
- 1578 – opat świętokrzyski daje pobór od 24 kmieci na 9 łanach, 2 zagrodników z rolą, 3 zagrodników z ogrodem, 1 komornik z bydłem, 5 komorników bez bydła i 3 rzemieślników, z karczmy z 1 kwartą roli, młyna dziedzicznego o 1 kole i stęp[29][30].

### Wiek XVII
- 1610 – znani są młynarze Kuligowski i Zdzikowski .
- 1629 – opat świętokrzyski daje pobór od 24 kmieci na 9 łanach, 2 zagrodników z rolą, 1 komornik z bydłem, 5 komorników bez bydła, 3 rzemieślników, z 1 kwarty roli karczmy, młyna dziedzicznego o 1 kole i stęp[31].
- 1658 – opat przyłącza do należącej do stołu konwentu wsi Pokrzywianka pole Swarowiec, należące dotąd do folwarku opata w Starej Słupi[14].
- 1662 – pogłówne od 17 czeladzi folwarcznej i 169 mieszkańców wsi[32].
- 1673 – opat świętokrzyski daje pogłówne od zarządcy z żoną oraz 139 czeladzi folwarcznej i mieszkańców wsi[33].
- 1674 – opat świętokrzyski daje pogłówne od 15 czeladzi folwarcznej i 134 mieszkańców wsi[34].
- 1682 – opat Mikołaj Goski w dworze we wsi opackiej Stara Słupia potwierdza postanowienie poprzednika z 1658 r.[14].
- 1686 – biskup krakowski potwierdza powyższe postanowienie, jest dwór opata w Starej Słupi[14].
- 1689 – w rezydencji opackiej w Starej Słupi zmarli Andrzej Szeligowski, koadiutor opata i prepozyt wąwolnicki, oraz opat Michał Komornicki[35].

### Wiek XVII i XVIII
- 1690–1706 – opat Aleksander Benedykt Wyhowski zbudował rezydencje opackie na Świętym Krzyżu i u jego podnóża (w Starej Słupi)[36].
- ok. 1780 – opat Józef Niegolewski buduje w Starej Słupi dwór z kaplicą, w którym odtąd stale rezyduje[37][38].
- 1780 – Stara Słupia stanowi centrum zarządu klucza starosłupskiego dóbr stołu opata klaustralnego, złożonego ze Starej Słupi, Nowej Słupi i Paprocic.

W Starej Słupi wokół 2 dziedzińców znajdują się: drewniany dwór opacki z 2 pokojami i mieszkaniem dla kapelana, 2 piwnice murowane, 2 stajnie z wozowniami, ogród włoski z 8 kwaterami, oranżeria, budynek ogrodniczy, folwark drewniany, 4 stodoły, spichlerz, plewnia, browar i gorzelnia, studnia, suszarnia, wołownia i staw rybny.
We wsi karczma ze stajnią, kuźnia, staw pod Górą Chełmową z nowym młynem z rolą i łąką, z którego młynarz płaci 150 zł. Do folwarku należy 5 niw, 9 łąk, 1 ogród, 1 pastewnik, 10 dymów dworskich, 10 plebańskich, 5 wójtowskich i 35 wiejskich. 7 kmieci (Marcin Mazur, Jan Majcher, Wojciech Mazur, Bartłomiej Giemze, Emeryk Majcher, Grzegorz Kosmala i Łukasz Czaja), z których 2 ostatnich ma po 3/4 łana, bo reszta roli nieużytkowana, 6 półrolnych (Adam Szczygieł, Mateusz Dziułka, Franciszek Bekiel, Mikołaj Bakalczyk, Felicjan Kopys, Benedykt Rafalski).
Role „kostrzewińska” i „mazurowska” worane do niw dworskich. 18 zagrodników (Wojciech Kwijas, Franciszek Bakalarczyk, Stefan Kwijas, Wojciech Mazur, Józef Gajec, Franciszek Sala, Stanisław Skiba, Emeryk Bujak, Wincenty Młynarczyk, Kazimierz Kopys, Tomasz Bakalarczyk, Dominik Nalewajko, Mateusz Kłosek, Franciszek Szczygieł, Wojciech Nalewajko, Łukasz Kopys, Marcin Stawnicki → najmuje za 40 zł, Paweł Szczygieł – polowy wolny od powinności), 6 komorników (wdowa Nawrotowa, wdowa Szczygłowa, Cyprian Bakalarczyk, Łukasz Majcher, Jan Giemza, wdowa Kozuchowa).
Kmiecie pracują po 4 dni w tygodniu sprzężajem w 2 konie i 2 woły, odrabiają po 6 łokci oprawy, płacą po 1 wiardunku czynszu, dają po 1,5 korca żyta, 2 kapłony i 30 jaj, półrolni dają połowę wymiaru, zagrodnicy pracują po 3 dni w tygodniu pieszo odrabiają po 2-3 łokcie oprawy, komornicy pracują po 1 dniu w tygodniu pieszo. Wszyscy stróżują, sadzą kapustę, komornicy obrabiają konopie.
- Wójtostwo posiada J.P. Stobiecki.

Subsidium charitativum: wieś 595 zł, wójtostwo 40 zł, dwór 60 zł (Inwentaryzacja klucza starosłupskiego 1-4, 6-15);
- 1780-2 – patrz Kalendarium Nowej Słupi
- 1787 – liczy 396 mieszkańców, w tym 10 Żydów[39].

### Wiek XIX
- 1819 – folwark Stara Słupia z drewnianym dworem, wsią Stara Słupia z browarem, karczmą, młynkiem i wsią Paprocice należy do stołu opata, jako jedyny z jego dóbr we własnej administracji[40].
- 1819 – ma 32 domy, 16,5 łanów, sołectwo, pałac, czyli murowaną rezydencję opata, złożoną z 6 pokoi, sali i kaplicy, kapelan i goście mieszkali w oficynach[41].
- 1827 – Stara Słupia posiadała 55 domów i 491 mieszkańców[6].

## Wydarzenia historyczne
- 1442 – Władysław Warneńczyk przenosi na prawo średzkie imiennie wyliczone posiadłości klasztoru świętokrzyskiego, w tym Stara Słupia[5][42](brak w dokumencie tym Nowej Słupi).
- 1553 – Zygmunt August przenosi na prawo niemieckie imiennie wyliczone posiadłości klasztoru świętokrzyskiego, w tym miasto Nowa Słupa z wioseczką zwaną. Słupia [Stara Słupia][43].
- 1680 – opat i konwent przekazują wójtostwo, czyli sołectwo w należącej do opata wsi Stara Słupia, wakujące po zmarłym szlachcicu Janie Bakańskim, szlachcicowi Janowi Stobieckiemu i jego żonie Katarzynie Bidzińskiej w dożywocie obojga, mają oni płacić roczny czynsz na ś. Marcina [11 XI] w wysokości 5 florenów na potrzeby zakrystii[14].
- 1815 – klasztor oddaje w 40-letnią dzierżawę wójtostwo w Starej Słupi[44].
- 1819 – wspomniane stare sołectwo (ib. 257). (Po supresji rząd nadania te utrzymał).

## Kalendarium kościoła – dziesięciny, patronat
Kościół parafialny pod patronatem klasztoru świętokrzyskiego, okresowo nieparafialny.
- 1326-8 – plebanem był Przybysław[45].
- 1343 – plebanem był Zdziszko (KK II 252);
- 1326-8, 1350-1, 1354-5 parafia płaci dziesięcinę papieską, taksa 4 grzywny[46][47].
- podobnie 1328, 1336, 1341-2, 1346-58, 1373-4,
- 1552-5 – parafia wymieniona w spisach świętopietrza, płaci 10 skojcy, (w 1341 r. tylko 2 skojce),.
- 1552-5 – po 9 skojcy[46][48][49][50].
- 1439 –, 1442, 1452-3 tak jak Nowa Słupia
- 1471 – tak jak Modliborzyce.
- 1471, 1472, 1474 – tak jak Nowa Słupia
- 1470–80 – drewniany kościół nieparafialny pod wezwaniem ś. Wincentego, macierzysty dla parafialnego kościoła w Nowej S., w którym siedzibę ma pleban zarządzający obu kościołami. Z ⅛ wsi dziesięciny snopowej i konopnej wartości do 6 grzywien należy do klasztoru świętokrzyskiego, a z ⅛ dziesięciny snopowej i konopnej też wartości do 6 grzywien pobiera pleban Nowej Słupi, zaś z folwarku klasztornego nikt nie bierze dziesięcin (Długosz L.B. II 489-90, 230-1, 243). Okręg parafialny [!]: Pokrzywianka, Włochy (Długosz L.B. II 336, 490; III 235);
- 1491, 1491-3, 1529 – kościół parafialny w prepozyturze kieleckiej z filią w Nowej Słupi, pleban mgr Bartłomiej. Z pewnych ról dziesięciny snopowe wartości 2 grzywny należy do stołu opata świętokrzyskiego.

Pleban Starej Słupi posiada opustoszałą karczmę z rolą, dziesięciny z całego → Jeżowa wartości 6 grzywien, z pewnych ról miejskich w Nowej Słupi wartości 3 grzywny, z niektórych ról folwarcznych opata [w Starej Słupi?], co trzeci rok, wartości 7 grzywien, z pewnych ról kmiecych w Starej Słupi co trzeci rok, wartości 5 grzywien, z folwarku rycerskiego w Jeleniowie wartości 15 groszy, z folwarku w Wilkocinie przemiennie, wartości 1 grzywny, dziesięcina konopna z parafii wynosi 18 gr, kolęda z Obu Słupi ma wartość 3 grzywny, a pleban dzieli ją ze swoimi wikarymi.
Jeden wikary ma dziesięciny z folwarku w Kunowie wartości 4 grzywny, drugi otrzymuje od plebana 1 kopę groszy
ministrant bierze dziesięcinę snopową z Sosnówki wartości 0,5 grzywny oraz otrzymuje od plebana następne 0,5 grzywny Łączny dochód parafii wynosi 30 grzywien 9 groszy.
- 1564-5 – należy do parafii Nowa Słupia[10].
- 1578 – okręg parafialny: Stara Słupia, Cząstków, Jeleniów, Milanowska Wólka, Podleszany, Pokrzywianka[30].
- 1597 – drewniany kościół parafialny ś. Wincentego, konsekrowany, z 1 konsekrowanym ołtarzem, pleban Uczyński rezyduje w Nowej S., dom plebana w ruinie, dom wikarego, wikary Jan Słupski ordynowany przez Dembskiego, sufragana krak., ma 8 grzywien bez komendy, rektor szkoły ma z roli 1 osadnika dziesięciny wartości 2 grzywny, dziesięciny z wsi Stara Słupia pobiera na zmianę z opatem pleban Nowej Słupi.

Okręg parafialny: Stara Słupia, Cząstków, Jeleniów, Kunin, Podleszany, Pokrzywianka, Skoszyn, Wałsnów.
- 1610 – prepozyt szpitalny ś. Michała w Nowej Słupi otrzymuje między innymi należące do stołu opata dziesięciny snopowe z Nowej Słupi i Starej Starej
- 1655 – Mikołaj Oborski sufragan krakowski konsekruje w kościele w Starej Słupi ołtarz główny pod wezwaniem ś. Wincentego oraz 3 inne ołtarze: NMP, ś. Anny, ś. Macieja[53].
- 1678, 1684, 1689, 1705 – patrz odpowiednie daty w kalendarium Nowej Słupi
- 1711 – drewniany kościół świętych Wincentego i Anastazego, konsekrowany, z 3 ołtarzami konsekrowanymi, dedykacja w 1 niedzielę po ś. Franciszku [4 X], jego filią jest kościół w mieście Nowa Słupia, pleban ten sam, co w mieście Nowa Słupia.

Wikary świecki otrzymuje od plebana 100 florenów.
od 1710 r. jest nim Jan Pawlikiewicz, po rezygnacji z mansjonarii bodzentyńskiej, instalowany przez archidiakona Jana Tarłę, który odprawia mszę w niedzielę i święta oraz nieszpory, sprawuje sakramenty, głównie chrzest i ostatnie namaszczenie.
Jest kantor i rektor szkoły.
Mała kaplica prywatna w Cząstkowie obsługiwana w duże święta.
Okręg parafialny jak w 1597 r., ale bez Wałsnowa, liczy 440 osób.
- 1738 – drewniany kościół świętych Wincentego i Anastazego, macierzysty dla kościoła w Nowej Słupi, z którym jest połączony, ma 3 ołtarze, główny świętych Wincentego i Anastazego, NMP i ś. Anny.

Wikarym jest mnich z klasztor świętokrzyski który prowadzi księgi chrztów, małżeństw i zgonów. Jest organista, dom dla ubogich bez fundacji.
- 1747 – drewniany kościół świętych Wincentego i Anastazego konsekrowany w 1677 r, inkorporowany do kościoła w Nowej S., erygowany przez Jana opata świętokrzyski [którego?], o 3 ołtarzach: świętych Wincentego i Anastazego. NMP Częstochowskiej, NMP Śnieżnej.

Kościół obsługiwany był przez wikarego spośród zakonników rezydujących w kościele w Nowej Słupi
Organista, szpital dla ubogich. Na uposażenie składają się różne role, w tym zwana Winnicą i ⅛ łana pod Chełmem, dziesięciny z roli folwarcznej Czerników, z folwarku w Wólce Milanowskiej, z Jeleniowa, z Czażowa (nie jest to wiadomość pewna), pieniężną z folwarku w Cząstkowie i pewnych ról kmiecych snopowa z części Wałsnowa, z folwarku i od kmieci Skoszyna, łączna wartości 62 florenów.
- 1780 – drewniany kościół świętych Wincentego i Anastazego jest filią kościoła w Nowej Słupi.

Dziesięcina snopowa wytyczna z 3 niw dworskich, Podmiejskiej, Okrąglicy i Czernikowa, należy do plebana Nowej Słupi, pozostałe grunty dworskie dziesięciny nie dają.
Dziesięcina z ról poddanych należy w części do prepozyta szpitalnego, który bierze ją z ról od Chełmu i olszyn przy granicy przegorzowskiej do pól miejskich Nowej Słupi, z pozostałych pobiera pleban Nowej Słupi (Inwentaryzacja klucza starosłupskiego 9);
- 1787 – okręg parafialny: Stara Słupia Cząstków, Jeleniów, Kunin, Pokrzywianka, Skoszyn obecnie Stary i Nowy Skoszyn), liczy 1054 mieszkańców, w tym 39 Żydów[39].
- 1819 – dziesięcina z pewnych ról należy do plebana Starej Słupi[57].

## Pochodzą ze Starej Słupi
- 1512, 1519 – Jan zwany Hutnik ze Starej Słupi, woźny sądu ziemskiego sandomierskiego[58] a także (Teki Naruszewicza w Bibliotece Częstochowskiej t.XXIX s.264)

Z powodu braku jednoznacznego rozdziału Słupi (Starej i Nowej) w dokumentach, można przyjąć, że lista alumnów Uniwersytetu Krakowskiego dotyczy w części także pochodzących ze Starej Słupi

## Badania archeologiczne
Badania archeologiczne prowadzone w Starej Słupi etapami w latach 50 – 60 ubiegłego wieku doprowadziły do odkrycia 8 stacji hutniczych ponumerowanych jako st.1,2,3,4,4a,4b,4c,5, datowanych ogólnie na okres wpływów rzymskich
Kolejne badania z lat siedemdziesiątych XX w. Starej Słupi pozwoliły odkryć kolejne 3 stacje hutnicze ponumerowane jako stacje 6, 8 i 9, datowane na środkowy i późny okres wpływów rzymskich, w pierwszej z nich znaleziono denar Faustyny Starszej z okresu po 141 r.
W kolejnych latach w oparciu o dalsze badania nie potwierdziły się hipotezy funkcjonowania na terenie Słupi Starej 3 osad wczesnośredniowiecznych potwierdza to również K. Bielenin w pracy z roku 1992 
Nie znaleziono też archeologicznego potwierdzenia dla hipotezy jakoby nazwa Słup związana była z rycerską wieżą mieszkalną lub grodziskiem wczesnośredniowiecznym zgodnie z sugestią Gąssowskich.
Natomiast Elżbieta Kowalczyk, w rozprawie habilitacyjnej: „Nazwy obronne” Słup, Samborza i Zawada a zagadnienie obrony stałej ziem polskich w średniowieczu, chyba słusznie (zdaniem autorów Słownika HGZP) łączy nazwę „Słup” ze słupem drogowym stojącym u wejścia do „bramy komunikacyjnej”, jaką tworzyła w tym okresie Przełęcz Jeleniowska.